# Siège de Gaète (1734)
Pour les articles homonymes, voir Siège de Gaète.
Guerre de Succession de Pologne
Batailles
- Kehl
- Pizzighettone
- Dantzig
- Bitonto
- Trarbach
- Colorno
- San Pietro
- Philippsbourg
- Gaète
- Capoue (en)
- Guastalla
- Clausen

Le siège de Gaète est un évènement de la guerre de Succession de Pologne. Les Autrichiens retranchés à Gaète résistent pendant quatre mois aux troupes de Charles III d'Espagne à l'époque duc de Parme. Les Autrichiens finissent par être défaits le 6 août 1734 lorsque les Franco-Espagnols prennent la ville.
Charles Edouard Stuart est présent lors de la bataille en tant qu'observateur, c'est sa première expérience de la guerre. Il est le fils du prétendant jacobite au trône britannique, Jacques François Stuart. Charles de Bourbon soutient publiquement ses revendications, offensant ainsi le roi George II et provoquant un incident diplomatique avec la Grande-Bretagne qui est neutre. Le Premier ministre britannique Robert Walpole, partisan de la neutralité, écrit par la suite, que Georges II, pro-autrichien, aurait pu utiliser cet incident comme prétexte pour entrer en guerre au côté de l'Autriche, mais cela est évité grâce aux promptes excuses espagnoles.